# 2018 GT15
2018 GT15 est un objet transneptunien, mal connu avec un arc d'observation de seulement trente-deux jours.